# Dactylochelifer nubicus
Dactylochelifer nubicus es una especie de arácnido del orden Pseudoscorpionida de la familia Cheliferidae.

## Distribución geográfica
Se encuentra en Sudán.